# Fleetwood (Oregon)
Fleetwood az Amerikai Egyesült Államok északnyugati részén, Oregon állam Lake megyéjében elhelyezkedő kísértetváros.
Az első telepesek 1905-ben érkeztek; a hosszan tartó szárazság miatt a település az 1920-as évek végére elnéptelenedett.

## Története

### Megalapítása
Az első telepesek 1908-ban érkeztek. 1908 és 1915 között a Bend Bulletinben és más sajtótermékekben is a szárazgazdálkodást népszerűsítő cikkek jelentek meg. Az 1909-es Homestead Acts révén a térségben százharminc hektárnyi állami földtulajdont értékesítettek; ezt 1916-ban 260 hektárra növelték. A hirdetések szerint az agyagos földnek köszönhetően öntözés nélkül is nevelhetők gyümölcsfák. Habár ez nem volt igaz, sokan vásároltak itt földet; érkezésükkor egyesek külön díjért segítettek nekik a sztyeppén megkeresni területüket.
Az 1911-ben alapított Fleetwood nevét Martin és Helen Fleet bolttulajdonosokról kapta. Az építkezésekhez szükséges faanyagot egy negyven kilométerre működő fűrészüzemből importálták.

### Infrastruktúra
Az iskola 1912-ig, az önálló épület elkészültéig egy fészerben működött. A diáklétszám a kezdeti hétről hamarosan harmincötre emelkedett; az intézmény zenei előadások és felolvasóestek helyszíne is volt. Az 1913-ban megnyílt posta első vezetője Helen Fleet volt. A következő években kovácsműhely és táncterem is volt itt. A településen három nagyobb lakóház, környezetében pedig számos kisebb lakóépület volt.
Július negyedikén lóversenyeket, koncerteket, színházi előadásokat és baseballmérkőzéseket rendeztek. A kályhával fűtött bálteremben rendszeresen felléptek amatőr zenészek, akik a következő nap reggeléig játszottak.
1915-ben a lakosságszám 40 fő volt. A településen kettő hetilap is megjelent: a Cougar Valley Observer és a Lake County Tribune. Előbbi létezését mindössze egy 1981-ben megtalált példány bizonyítja; utóbbiról ismert, hogy 1918-tól jelent meg a térségben. 1920-ban Silver Lake-be költöztették, 1928-ban pedig megvásárolta a Lake County Examiner tulajdonosa; a két kiadvány később összeolvadt.
A Belletable család által adományozott 1,2 hektáros területen 1918-ban katolikus templom épült. A létesítmény a helyi katolikus és protestáns gyülekezet szembenállása miatt jött létre; utóbbiak istentiszteleteiket az iskolában tartották. Később a katolikusok egy ranchra költöztek, azonban a templomot rendezvényhelyszínként továbbra is használták. Mivel az létesítmény magánterületen állt, más épületekkel ellentétben nem bontották el, valamint a faanyagot sem termelték ki belőle.

### Elnéptelenedése
1908 és 1914 között a gyakori esőzéseknek köszönhetően a növénytermesztés és az állattartás virágzott, azonban az 1915-ben kezdődő szárazság miatt a gazdák a kutakból mindössze a családjaik számára elég vizet tudtak szerezni, így állataik egy részét eladták, míg más részük elpusztult.
Mivel a szárazság az 1920-as években is folytatódott, a lakosok továbbálltak, a település pedig gyorsan hanyatlásnak indult. A posta 1920-as bezárását követően a Fleet család Lakeview-ba költözött; a helyiek többsége még ugyanazon a héten távozott. Az 1920-as tanévben már csak hét diák tanult itt; az iskola 1929-ben bezárt, később pedig az épületet elköltöztették, új helyén pedig a Granger-mozgalom találkozóhelyeként működött tovább.
1938-ra a település teljesen elnéptelenedett. Ugyanezen évben a szövetségi kormány 91 ezer hektár területet vásárolt; ez néhány épület (például a templom) kivételével Fleetwood egykori területét foglalta magában. A megvásárolt földeket köztulajdonná minősítették.
1988-ban a templomot a tizenöt kilométerre nyugatra fekvő Fort Rock-völgyi múzeum területére költöztették át.

## Földrajz és éghajlat

### Földrajz
Fleetwood a Párduc-völgyben, Fort Rocktól keletre fekszik. A környező hegyek védelmet biztosítanak a nagyobb szelek ellen. A település a Fort Rock Állami Parktól földúton közelíthető meg.
A 99 méter magas Fort Rock előtt a Reub-tanúhegy, annak lábánál pedig a Fort Rock-barlang található. Luther Cressman, az Oregoni Egyetem professzora a barlangban 1938-ban szandálokat, eszközöket és más, a szénizotópos kormeghatározás alapján kilencezer éves leleteket talált.

### Éghajlat
A szövetségi kormány által 1906-ban közzétett jelentés szerint a völgyben évente 25–51 centiméter eső esik; ez téves becslés volt, mivel a száraz és meleg nyarak, valamint a szeles és hideg telek miatt az éves csapadékmennyiség mindössze 22 centiméter. A januári átlaghőmérséklet -4 °C, a hidegrekord pedig -37 °C. A nyári napokon a hőmérséklet gyakran eléri a 38 °C-ot (a melegrekord 43 °C). A gyakori fagyok miatt a termőidőszak hossza kiszámíthatatlan. Az időjárás miatt a gyér növényzet szárazságtűrő fű- és zsályafélékből áll.

## Fordítás
- Ez a szócikk részben vagy egészben  a   Fleetwood, Oregon című angol Wikipédia-szócikk ezen változatának fordításán alapul.  Az eredeti cikk szerkesztőit annak laptörténete sorolja fel. Ez a jelzés csupán a megfogalmazás eredetét és a szerzői jogokat jelzi, nem szolgál a cikkben szereplő információk forrásmegjelöléseként.